# Lubomír Vlk
Lubomír Vlk (* 21. července 1964, Uherské Hradiště) je bývalý český fotbalista, obránce, reprezentant Československa. Za československou reprezentaci odehrál v letech 1987-1991 11 utkání a vstřelil 2 góly (SSSR a Rumunsku). Hrál za TJ Vítkovice (1985–1990, 1993–1995, 1998–2000), FC Porto (1990–1993), FC Karviná (1995–1998). S Vítkovicemi se stal roku 1986 mistrem ligy, což je největší úspěch klubu v jeho historii, po skončení hráčské kariéry působil ve Vítkovicích i jako trenér. S FC Porto získal dvakrát titul mistra Portugalska (1992, 1993) a dvakrát vyhrál portugalský pohár (1991, 1993).
Od prosince roku 2012 působí jako sportovní ředitel prvoligového klubu MFK Karviná.